# Авилов, Виктор Васильевич
Ви́ктор Васи́льевич Ави́лов (8 августа 1953, Москва — 21 августа 2004, Новосибирск) — советский и российский актёр театра и кино. Заслуженный артист Российской Федерации (1993). Старший брат актрисы Ольги Авиловой-Задохиной (1958—1990).

## Биография
Родился 8 августа 1953 года в семье рабочих в Москве. В 1972 году окончил Московский индустриальный техникум. В 1972—1974 годах проходил службу в Советской Армии. Работал водителем МАЗа в 29-м автокомбинате Мосстройтранса.
С 1974 года, продолжая работать водителем, присоединился к самодеятельной театральной труппе Валерия Беляковича, где в следующем году в первом премьерном спектакле выступил в роли Кочкарёва в спектакле «Женитьба». В 1979 году начал профессионально заниматься сценой, поступил на работу в Театр-студию на Юго-Западе. В следующем году получил главную роль в спектакле «Мольер» по пьесе М. Булгакова «Кабала святош». В 1984 году играл в «Гамлете».
В 1987 «Гамлет» участвует в Эдинбургском театральном фестивале.
В 1988 году Авилов дебютировал в кино в роли Платона Андреевича в мистическом триллере «Господин оформитель» Олега Тепцова.
В 1988 году в широкий прокат выходит «Узник замка Иф» Георгия Юнгвальд-Хилькевича с авиловским графом Монте-Кристо. Летом 1989 года — уже Калигула в спектакле по пьесе А. Камю. Позже Авилов попытался снять фильм по этой пьесе.
Одной из самых ярких киноролей Авилова стала роль Мордаунта в четырёхсерийной картине Георгия Юнгвальд-Хилькевича «Мушкетёры двадцать лет спустя» (1992).
В 1990 году умерла Ольга Авилова-Задохина, младшая сестра Виктора, актриса Театра-студии на Юго-Западе. 1993 год — последняя из больших ролей, Воланд в спектакле «Мастер и Маргарита». В этом же году Виктору Авилову присвоено звание Заслуженного артиста России. В 1995 году во время гастролей в Берлине с «Мастером и Маргаритой» у Авилова произошло прободение язвы. В 1999—2000 боролся с туберкулёзом, получил вторую группу инвалидности. В «Театре на Юго-Западе» имел немного спектаклей, основная площадка — вновь создаваемый театр «Киноспектакль» под руководством Олега Лещинера. В 2001 году снялся в клипе российской певицы Алсу на песню «Осень». Съёмки проводились в Венеции. В 2002 году Авилов пробует себя в качестве хореографа в спектакле «Парфюмер» театра «Арт-Хаус». В этом же году создаёт свою актёрскую школу (при театре «Киноспектакль»). В 2004 году — в театре «Киноспектакль» он — режиссёр-постановщик спектакля «Грешная деревня Далскабаты, или Забытый чёрт» по пьесе чешского драматурга Яна Дрды, одновременно руководит съёмками видеоверсии спектакля «Мольер» в театре на Юго-Западе, в запуске фильм по пьесе Л. Жуховицкого «Последняя женщина сеньора Хуана», утверждён в главной роли в новом спектакле «Куклы» театра на Юго-Западе, гастроли антрепризы — «Русского независимого театра».
Умер 21 августа 2004 года на 52-м году жизни в клинике Новосибирского Академгородка, где лечился от рака. По мнению председателя комиссии по борьбе с лженаукой академика Э. П. Круглякова, артист поддался заведомо ложной рекламе.
Похоронен в Москве, на Востряковском кладбище, уч. 80.

## Семья
Сестра — актриса Ольга Авилова-Задохина (1958—1990).
Первая жена — Татьяна.
Вторая жена — Галина Галкина (род. 1960), заслуженная артистка России, две дочери — Анна (род. 1981) и Ольга (род. 1985).
Третья жена — Лариса.

## Творчество

### Роли в театре

#### Театр на Юго-Западе
- 1975 — «Женитьба» Н. В. Гоголя — Кочкарёв
- 1978 — «Уроки дочкам» («Уроки дочкам» И. А. Крылова — Семён, «Беда от нежного сердца» Вл. Соллогуба — Дарья Семёновна Бояркина)
- 1979 — «Старые грехи» (по рассказам Антоши Чехонте) — Альфонс Шампунь («На чужбине»), Дубов («Дорогая собака»), Лесник («Беспокойный гость»), Дьячок Ефим («Хирургия»), Дездемонов («Депутат»), Шлёпкин («Два газетчика»)
- 1980 — «Мольер» М. Булгакова — Мольер
- 1980 — «Лекарь поневоле» Мольера — Сганарель
- 1981 — «Жаворонок» Ж. Ануя — Дофин Карл, Инквизитор, Лаир
- 1981 — «Эскориал» М. де Гельдероде — Фолиаль
- 1981 — «Владимир III степени» Н. В. Гоголя — Иван Петрович, Собачкин
- 1981 — «Игроки» Н. В. Гоголя — Ихарев, Швохнев
- 1981 — «Дракон» Е. Шварца — Генрих, Ланцелот
- 1982 — «Что случилось в зоопарке» Э. Олби — Питер
- 1982 — «Носороги» (Э. Ионеско) — Беранже
- 1983 — «Штрихи к портрету» В. Шукшина — Прокопий Лагутин («Ваня, как ты здесь?»), Иван («Хозяин бани и огорода»), Князев («Штрихи к портрету»), Бронька Пупков («Миль пардон, мадам!»)
- 1984 — «Ревизор» Н. В. Гоголя — Хлестаков
- 1984 — «Самозванец» (Л. Корсунский) — Пашка (ввод)
- 1984 — «Гамлет» Шекспира — Гамлет
- 1985 — «Агент 00» (Г. Боровик) — Вождь
- 1986 — «Мандрагора» (Н. Макиавелли) — Каллимако
- 1986 — «С днём рожденья, Ванда Джун!» (К. Воннегут) — Лузлиф Харпер
- 1987 — «Последняя женщина сеньора Хуана» (Л. Жуховицкий) — Хуан
- 1988 — «Трилогия» (А. В. Сухово-Кобылин) — Варравин
- 1989 — «Трактирщица» (К. Гольдони) — маркиз Форлипополи
- 1989 — «Калигула» (А. Камю) — Калигула
- 1993 — «Ромео и Джульетта» Шекспира — Меркуцио, Парис
- 1993 — «Мастер и Маргарита» (М. Булгаков) — Воланд
- ? — «Макбет» Шекспира — Дональбайн (ввод)
- 1996 — «Сон в летнюю ночь» Шекспира — Фисба
- 1996 — «На дне» (Максим Горький) — Актёр
- 1996 — «Страсти по Мольеру» (В. Белякович по мотивам Ж.-Б. Мольера) — Лафреж («Скупой»), Маркиз Д’Авилон («Мещанин во дворянстве»)
- 2002 — «J.Gay-Opera.ru» (В. Белякович, по мотивам пьес Джона Гея и Бертольта Брехта, 2002) — Филч (ввод на премьере, 30 мая 2002 г.)

#### Другие театры
- 2001 — «Пляска смерти» (Август Стриндберг) — Курт (Театр наций, реж. Виктор Гульченко).
- 2001 — «Скамейка» (Александр Гельман), («Независимый театральный проект»), реж. Игорь Китаев.
- 2001 — «Дон Кихот» (Алексей Дындыкин) — Дон Кихот (Театр клоунады п/р Терезы Дуровой, реж. Тереза Дурова).
- 2002 — «Туда и обратно» (Дж. Толкин) — Предводитель гоблинов, дракон Рыжий Смог (театр «Киноспектакль», реж. Олег Лещинер).
- 2002 — «Парфюмер» (Патрик Зюскинд) — Гренуй (Арт-Хаус, реж. Вадим Тухватуллин).
- 2003 — «Свободная пара» (Дарио Фо) — профессор, «Любовник» («Независимый театральный проект»).
- 2003 — «Забыть Герострата» (Григорий Горин) — правитель (Арт-Хаус, реж. Вадим Тухватуллин).
- 2003 — «Мастер и Маргарита» (М. Булгаков) — Воланд (Русский независимый театр, реж. Юрий Крыжановский).

## Фильмография
- 1985 — Пришла и говорю — эпизод, фрагмент спектакля «Театр Аллы Пугачёвой» (в титрах не указан)
- 1987 — По траве босиком — Лёха
- 1988 — Большая игра — Френк По, американский журналист
- 1988 — Господин оформитель — Платон Андреевич
- 1988 — Красные слоны (короткометражный) — Мольер
- 1988 — Любовь к ближнему — Пиджаков, скульптор без звания / незнакомец со скалы
  - Новелла 1 «Монумент»
  - Новелла 2 «Любовь к ближнему»
- 1988 — Узник замка Иф — граф Монте-Кристо
- 1989 — Зелёный огонь козы — отец
- 1989 — Искусство жить в Одессе — Владислав Симен
- 1989 — Смиренное кладбище — Стас, работник кладбища
- 1990 — Гражданское пари (короткометражный) — сержант Гёз
- 1990 — Зимняя вишня 2 — Миша
- 1990 — Маскарад — Арбенин
- 1990 — Сафари № 6 — сержант Гёз
- 1991 — Полигон
- 1991 — Растворённое зло — маньяк
- 1992 — Мушкетёры двадцать лет спустя — Мордаунт
- 1992 — Танцующие призраки — художник
- 1993 — Антифауст — Гильберт
- 1993 — Сделай мне больно — актёр
- 1993 — Тараканьи бега — Риша, помощник мафиози
- 1994 — 1998 — Петербургские тайны — Катцель, доктор
- 1995 — Волчья кровь — Боровик (роль озвучил Никита Джигурда)
- 1995 — Зимняя вишня 3 — Миша
- 2000 — Василиса — Кощей Бессмертный
- 2001 — FM и ребята — отец Вадима
- 2002 — Русские амазонки — всемогущий
- 2002 — Синоптик (короткометражный) — писатель
- 2004 — Золотая голова на плахе — Мейерхольд
- 2004 — Легенда о Кащее, или В поисках тридесятого царства — Хват, кузнец
- 2005 — Хиромант — незнакомец